# Хони (озеро)
Хони (англ. Honey Lake — Медовое озеро) — бессточное периодически пересыхающее озеро, расположенный в долине Хони-Лейк на северо-востоке Калифорнии, поблизости от границы с Невадой. Площадь озера до 220 км², в летний период испарение приводит к снижению площади озера до 12 км², формируя солончак. В большинстве лет озеро практически полностью высыхает.

## История

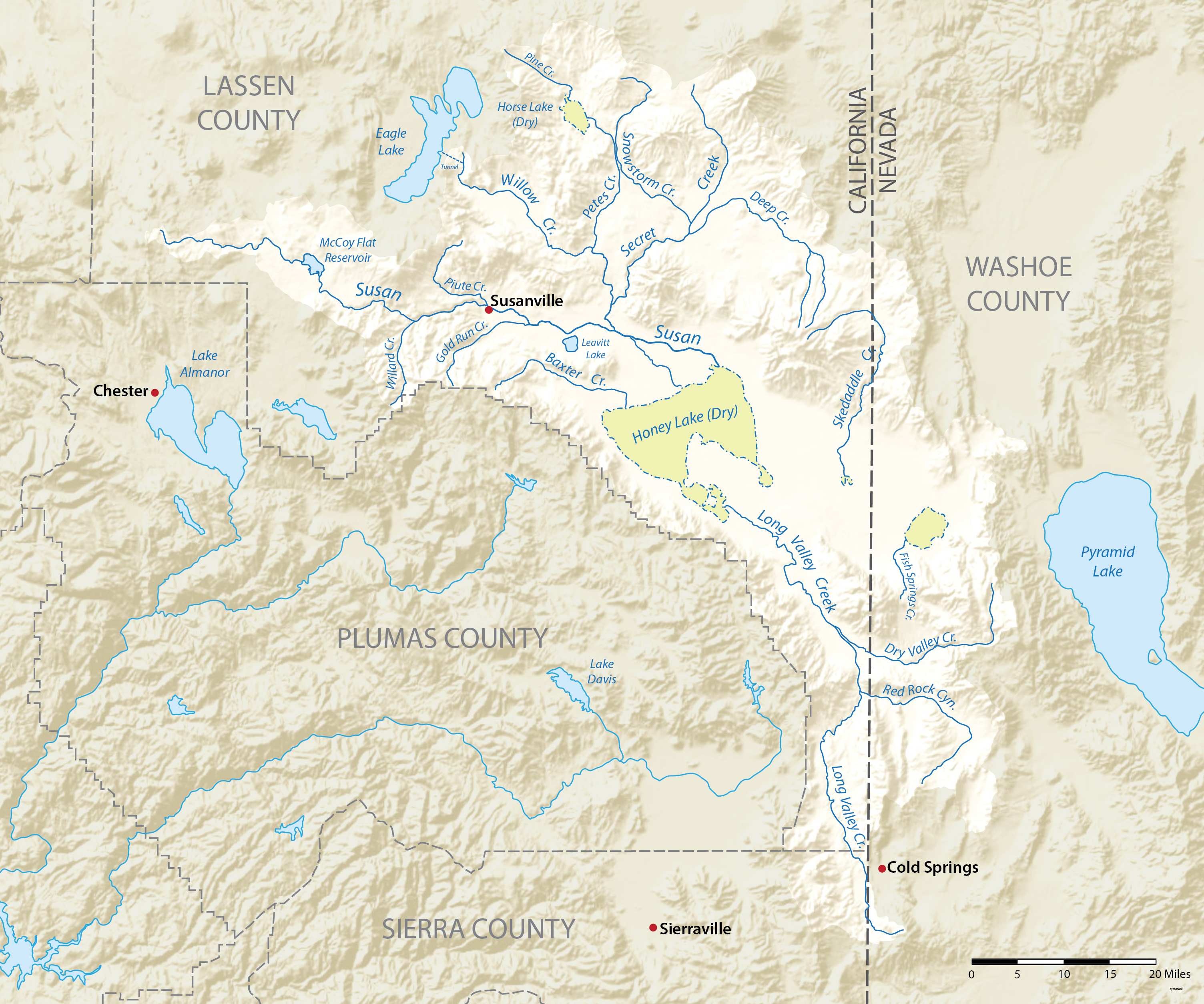
Карта водораздела Хони-Лейк

Озеро получило свое название из-за медвяной росы, образующейся из-за обилия тли, обитающей в этом районе.
В плейстоцен озеро и вся долина Хони-Лейк были частью озера Лахонтан  в западной части Невады, с уровнем воды в озере 1332 м, что примерно на 115 м выше уровня 1984 года. Соединение с озером Лахонтан проходило через перевал Астор к северу от гор Вирджиния в озеро Пирамид и через Песчаный перевал в пустыню Смок-Крик в северо-восточной части озера Лахонтан. Оба перевала находятся примерно на высоте 1224 м.
Озеро использовалось в качестве испытательного полигона для бомбометания до Второй мировой войны, а также для уничтожения боеприпасов и испытаний на протяжении всей войны и до середины 1950-х годов. 